# Adam Pecháček
Adam Pecháček (nacido el 19 de febrero de 1995 en Praga, República Checa) es un baloncestista checo que juega de pívot actualmente en el Albacete Basket de la Liga LEB Oro.

## Carrera deportiva
Salido de la cantera del Sokol Prazsky, fue reclutado por la Virtus italiana en 2011 para jugar en su equipo junior. Tras tres temporadas en Bolonia dio el salto al Reggio Emilia en 2014 disputando Lega y Eurocup.
La temporada 2015-16 la inició en el finalista de la Liga Italiana hasta que en enero fichó por el AZS Koszalin polaco, donde fue compañero del jugador del ICL Manresa Patrik Auda. En 15 partidos ha promediado 13,4 puntos y 5,2 rebotes.
En agosto de 2016, el Monbus Obradoiro ficha al pívot checo, procedente del AZS Koszalin.
En la temporada 2017-18, Adam es cedido al Araberri Basket Club de la Liga LEB Oro, donde juega 31 partidos.
En la temporada 2018-19, tras finalizar su contrato con Monbus Obradoiro, firma por el Baunach Young Pikes de la ProA, la segunda división alemana.
Durante los últimos partidos de la temporada, firma por Mitteldeutscher BC de la Basketball Bundesliga.
En la temporada 2019-20, firma por el Phoenix Hagen de la ProA, la segunda división alemana.
En la temporada 2020-2021, firma por el PS Karlsruhe de la ProA, la segunda división alemana.
En la temporada 2021-2022, firma por el Artland Dragons de la ProA, la segunda división alemana.
El 11 de agosto de 2022, firma por el Albacete Basket para disputar la Liga LEB Oro durante la temporada 2022-23.

## Internacional
Internacional checo en categorías inferiores, ha estado en la preselección de la Absoluta para el Preolímpico de 2016.